# ناتاليا ميدفيديفا (مغنية)
ناتاليا ميدفيديفا (بالإنجليزية: Natalia Medvedeva) (14 يوليو 1958، سانت بطرسبرغ في روسيا - 3 فبراير 2003، موسكو في روسيا)؛ صحفية، عارضة، مغنية، كاتِبة وشاعرة روسية-فرنسية-سوفيتية-أمريكية.